# Cucumaria fusiformis
Cucumaria fusiformis is een zeekomkommer uit de familie Cucumariidae.
De wetenschappelijke naam van de soort werd in 2006 gepubliceerd door Levin.